# Hans-Joachim Bohlmann
Hans-Joachim Bohlmann (20 september 1937, Breslau - 19 januari 2009, Hamburg) is een Duitse man die bekendstaat als een kunstvandaal die vele malen toesloeg in Duitsland en in 2006 ook in Amsterdam.
Tussen 1977 en 1988 beschadigde Bohlmann in Duitsland meer dan vijftig kunstwerken, met een schade van naar schatting 130 miljoen euro. Zijn eerste doelwit was het schilderij De Goudvis van Paul Klee in de Kunsthal van Hamburg. Daarop volgden aanslagen in Lübeck, Hannover, Düsseldorf, Lüneburg, Essen, Bochum en Kassel. Bij de aanslag in het Schloss Wilhelmshöhe in Kassel, waar hij drie kunstwerken van Rembrandt beschadigde, ontstond een schade van meer dan 25 miljoen gulden. Hij werd daarop tot een gevangenisstraf van vijf jaar veroordeeld.
Na zijn vrijlating in 1984 stak Bohlmann een bouwmachine in brand en kreeg een gevangenisstraf van drie jaar. Tijdens een proefverlof bewerkte hij op 21 april 1988 in de Alte Pinakothek in München drie beroemde werken van Albrecht Dürer met zwavelzuur, met een geschatte schade van meer dan vijftig miljoen euro. Bohlmann werd tot twee jaar gevangenisstraf met psychiatrische behandeling veroordeeld. De rechtbank nam aan dat "haat- en wraakgevoelens tegenover de samenleving" zijn motief vormden. Angststoornissen en dwangneurosen werden bij hem vastgesteld. 
In 1998 gebruikte hij een versoepeling van zijn opsluitingsregime in Hamburg om te ontsnappen, maar werd na twee dagen weer gearresteerd. In 2001 vluchtte hij opnieuw, maar keerde na twee dagen vrijwillig terug. In 2005 oordeelde een Duitse rechter dat Bohlmann niet verder te behandelen was, waarna hij de psychiatrische kliniek, waar hij sinds jaren verbleef, mocht verlaten. Hij kreeg een museumverbod voor de duur van 5 jaren en op 3 januari 2005 werd hij vrijgelaten. 
Op 25 juni 2006 sloeg hij opnieuw toe in het Rijksmuseum in Amsterdam, door het schilderij Schuttersmaaltijd ter viering van de Vrede van Münster (1648) van Bartholomeus van der Helst met aanstekerbenzine te bespuiten en te trachten in brand te steken. Het personeel, dat bekend was met het signalement van Bohlmann, had hem door de drukte niet herkend. De schade aan het schilderij beperkte zich tot de vernislaag. Bohlmann werd gearresteerd, maar legde geen verklaring af.
Op 28 december 2007 werd Bohlmann door het gerechtshof te Amsterdam schuldig bevonden aan brandstichting en vernieling en veroordeeld tot een gevangenisstraf van drie jaren en tot betalen aan Stichting Het Rijksmuseum te Amsterdam 17.772 euro tot vergoeding van geleden schade. Op 24 juni 2008 werd hij vrijgelaten. Op 19 januari 2009 overleed hij aan kanker.